# Kelsea Balleriniová
Kelsea Nicole Ballerini (* 12. září 1993 Mascot, Tennessee) je americká countryová zpěvačka, skladatelka a kytaristka.

## Hudební kariéra
Po otci je částečně italského původu. Zpívala ve školním a kostelním sboru, ve dvanácti letech napsala svoji první píseň. Navzdory tomu, že pochází z Tennessee, se podle vlastních slov začala o country zajímat až v dospělosti, jejím vzorem byli Keith Urban, Taylor Swiftová a Shania Twainová. Studium na Lipscomb University nedokončila a stala se profesionální zpěvačkou. Vydala alba The First Time (2015) a Unapologetically (2017). Čtyři její singly („Love Me Like You Mean It“, „Dibs“, „Peter Pan“ a „Legends“) se dostaly na první místo žebříčku Country Airplay. Hostovala na nahrávce dua The Chainsmokers „This Feeling“. Vystupovala také v televizním pořadu Songland.

## Ocenění
V roce 2017 byla mezi pěticí nominovaných na Cenu Grammy pro objev roku a v roce 2019 bylo Unapologetically nominováno na Grammy pro countryové album roku. Je držitelkou dvou cen Academy of Country Music a v dubnu 2019 se stala nejmladší členkou Grand Ole Opry.

## Soukromý život
Jejím manželem je australský zpěvák Morgan Evans.